# Пирожки (Житомирская область)
Пирожки́ (укр. Пиріжки) — село, входит в Малинский район Житомирской области Украины.

## История
Во время Великой Отечественной войны село находилось под немецкой оккупацией. В условиях оккупации здесь действовала подпольная группа Малинской подпольной организации.
Население по переписи 2001 года составляло 728 человек.

## Местный совет
11600, Житомирська обл., Малинський р-н, с.Пиріжки